# IM L7

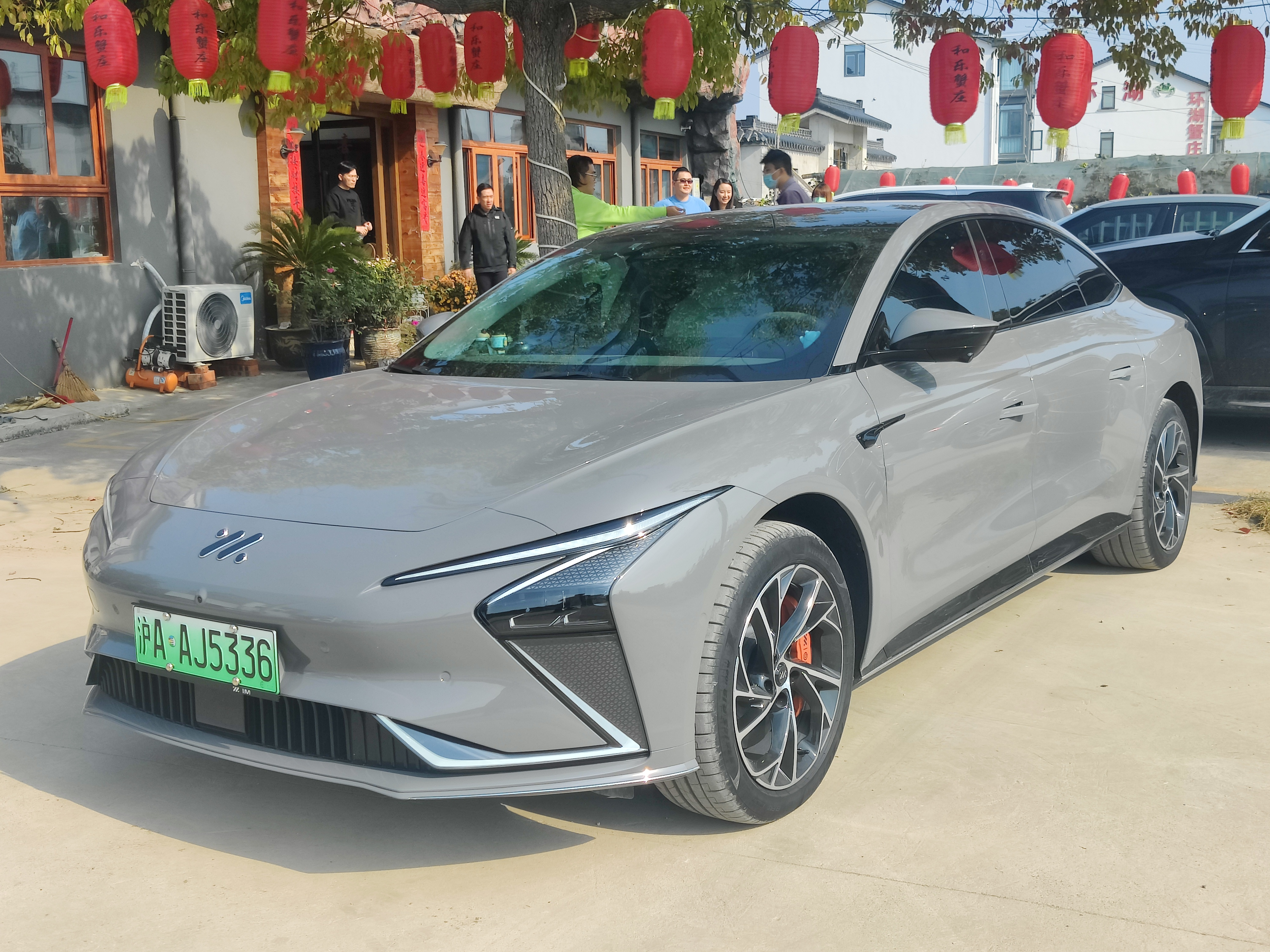
Вид спереди

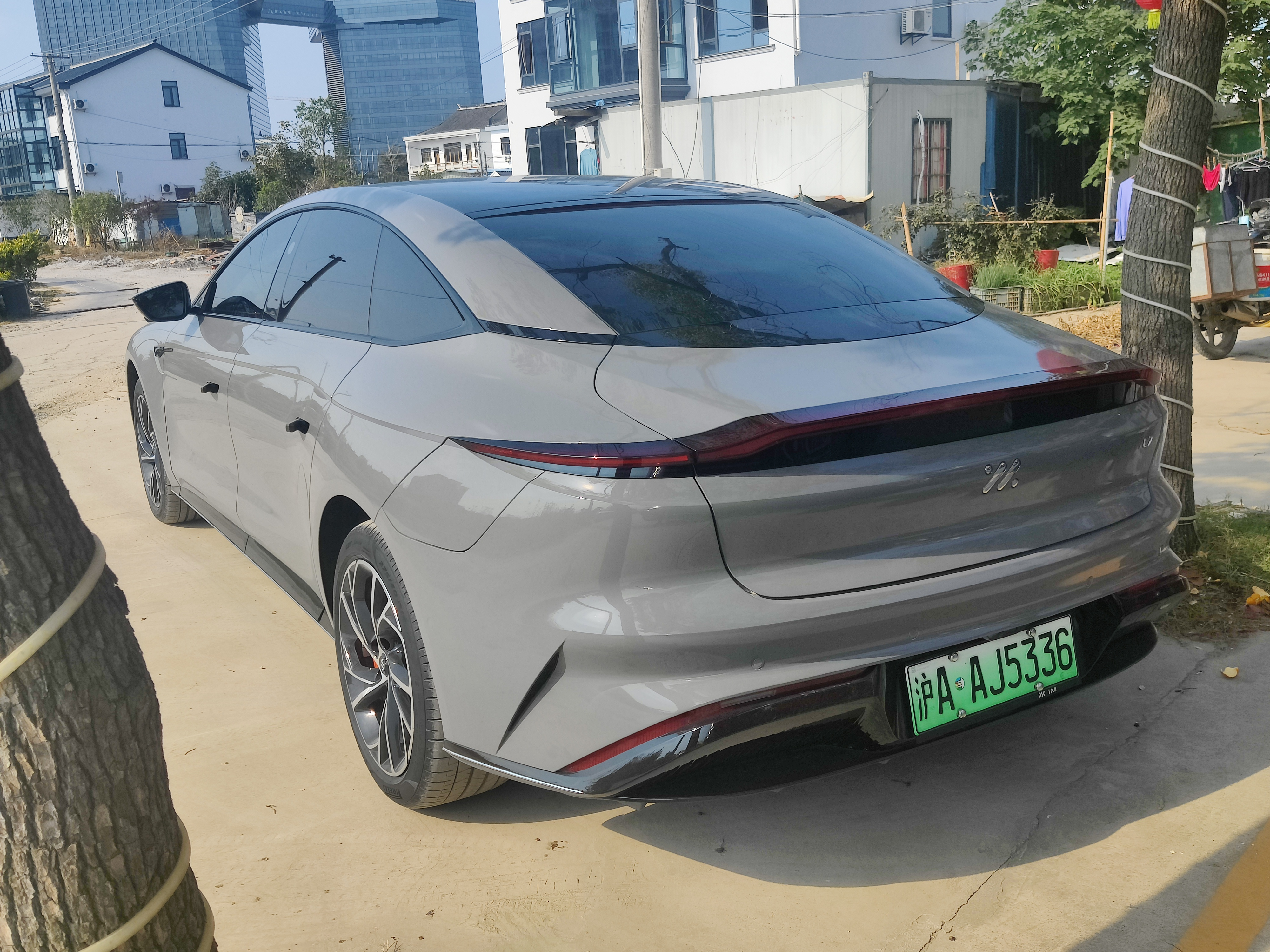
Вид сзади

IM L7 — полноразмерный электромобиль, выпускаемый с 2022 года китайской компанией IM Motors.

## Описание
Первый прототип автомобиля IM L7 был представлен 19 апреля 2021 года на автосалоне в Шанхае наряду с кроссовером IM LS7 и концепт-каром Airo. Конкурентом модели L7 является Tesla Model S, в отличие от которого, IM L7 оснащён системой автономного вождения IM AD. Продажи автомобиля начались в 1 квартале 2022 года.

## Технические характеристики
Автомобиль IM L7 оснащён системой автономного вождения IM AD, в которую входят чипсет Nvidia Jetson, лидар, 12 камер и 5-миллиметровые радары. Это позволяет автомобилю автономно передвигаться по дорогам и самостоятельно парковаться.
Базовая комплектация с заднемоторной компоновкой оснащается электродвигателем мощностью 340 л. с., в то время как на комплектацию с двухмоторной компоновкой устанавливаются электродвигатели мощностью 677 л. с., каждый из которых питается от аккумулятора ёмкостью 93 кВт⋅ч с запасом хода 615 км. На автомобиль устанавливается беспроводная зарядка.
Шасси разработано британским инженером-консультантом Williams Advanced Engineering. В устройство автомобиля также входит амортизатор CDC с электронным управлением.

## Интерьер
На приборной панели расположен сенсорный экран диаметром 99 см, а на центральной консоли расположен сенсорный экран диаметром 31 см. На рулевом колесе расположены сенсорные панели. Автомобиль оснащён аудиосистемой с 22 динамиками общей мощностью 1120 Вт.